# Jessica Klimkait
Jessica Klimkait (31 dicembre 1996) è una judoka canadese.

## Palmarès
- Giochi olimpici

Tokyo 2020: bronzo nei 57 kg.
- Campionati mondiali

Budapest 2021: oro nei 57kg;
Abu Dhabi 2024: bronzo nei 57kg.
- Campionati panamericani

San Jose 2018: oro nei 57kg;
Panama 2017: bronzo nei 57kg.
- Campionati mondiali cadetti

Miami 2012: oro nei 52kg.